# Lothar Kettenacker
Lothar Kettenacker (* 18. Juni 1939 in München) ist ein deutscher Historiker.

## Werdegang
Kettenacker wurde nach einem Studium der Geschichte 1968 an der Universität Frankfurt mit einer Arbeit über die nationalsozialistische Besatzungspolitik im Elsass promoviert. 1971 folgte ein Bachelor of Letters an der University of Oxford. Ab 1973 war Kettenmacher Büroleiter des Deutsch-Britischen Historikerkreises in London, aus dem sich das Deutsche Historische Institut London entwickelte, dem er von Juli 1974 bis zur Pensionierung im Juni 2004 als Wissenschaftler und viele Jahre auch als stellvertretender Direktor angehörte. 1983 habilitierte sich Kettenacker in Frankfurt zum Thema Krieg zur Friedenssicherung. Die Deutschlandplanung der britischen Regierung während des Zweiten Weltkrieges.
Paul Doerr schrieb in einer Rezension von Kettenackers Buch Germany since 1945 (1997), dieser sei ein Historiker, der ein „umfassendes Verständnis der öffentlichen Meinung in Deutschland“ besitze; das Buch sei interessant für Akademiker und Spezialisten. Niemand mit Interesse am Verlauf jüngerer deutscher Geschichte solle Kettenackers Beiträge unberücksichtigt lassen.
Im Zuge der Debatte um Jörg Friedrichs Buch Der Brand veröffentlichte Kettenacker 2003 den Band Ein Volk von Opfern?, der unter anderem Reaktionen von Ralph Giordano, Hans Mommsen, Richard Overy und Martin Walser enthält. Joachim Käppner lobte das Buch als „spannend“, es enthalte die „wichtigsten Beiträge“ und Erwiderungen auf Friedrichs Buch und gebe einen guten Überblick über die Diskussion.

## Veröffentlichungen (Auswahl)
Monografien
- Nationalsozialistische Volkstumspolitik im Elsaß. Deutsche Verlagsanstalt, Stuttgart 1973, ISBN 3-421-01621-6 (zugleich: Diss., Universität Frankfurt, 1968).
- Krieg zur Friedenssicherung. Die Deutschlandplanung der britischen Regierung während des Zweiten Weltkrieges. Vandenhoeck & Ruprecht, Göttingen 1989, ISBN 3-525-36307-9 (zugleich: Habilitationsschrift, Universität Frankfurt, 1983).
- Germany Since 1945. Oxford University Press, Oxford 1997, ISBN 0-19-289242-8.
- Germany 1989. In the Aftermath of the Cold War. Longman, Harlow 2009, ISBN 978-0-582-41897-4.

Herausgeberschaften
- Das „Andere Deutschland“ im Zweiten Weltkrieg. Emigration und Widerstand in internationaler Perspektive. Klett, Stuttgart 1977, ISBN 3-12-910490-9.
- mit Hellmut Seier und Manfred Schlenke: Studien zur Geschichte Englands und der deutsch-britischen Beziehungen. Festschrift für Paul Kluke, Fink, München 1981, ISBN 3-7705-1983-3.
- mit Wolfgang J. Mommsen: The Fascist Challenge and the Policy of Appeasement. Allen & Unwin, London 1983, ISBN 0-04-940068-1.
- mit Günther Heydemann: Kirchen in der Diktatur. Drittes Reich und SED-Staat. Fünfzehn Beiträge. Vandenhoeck & Ruprecht, Göttingen 1993, ISBN 3-525-36307-9.
- Ein Volk von Opfern? Die neue Debatte um den Bombenkrieg 1940–45. Rowohlt, Berlin 2003, ISBN 3-87134-482-6.
- mit Torsten Riotte: The Legacies of Two World Wars. European Societies in the Twentieth Century. Berghahn Books, New York 2011, ISBN 978-0-85745-180-4.